# Phyllonorycter celtisella
Phyllonorycter celtisella är en fjärilsart som först beskrevs av Victor Toucey Chambers 1871.  Phyllonorycter celtisella ingår i släktet guldmalar, och familjen styltmalar. Inga underarter finns listade i Catalogue of Life.

## Bildgalleri

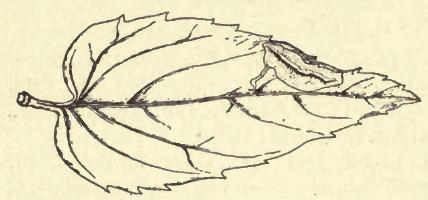